# Bruno Besson

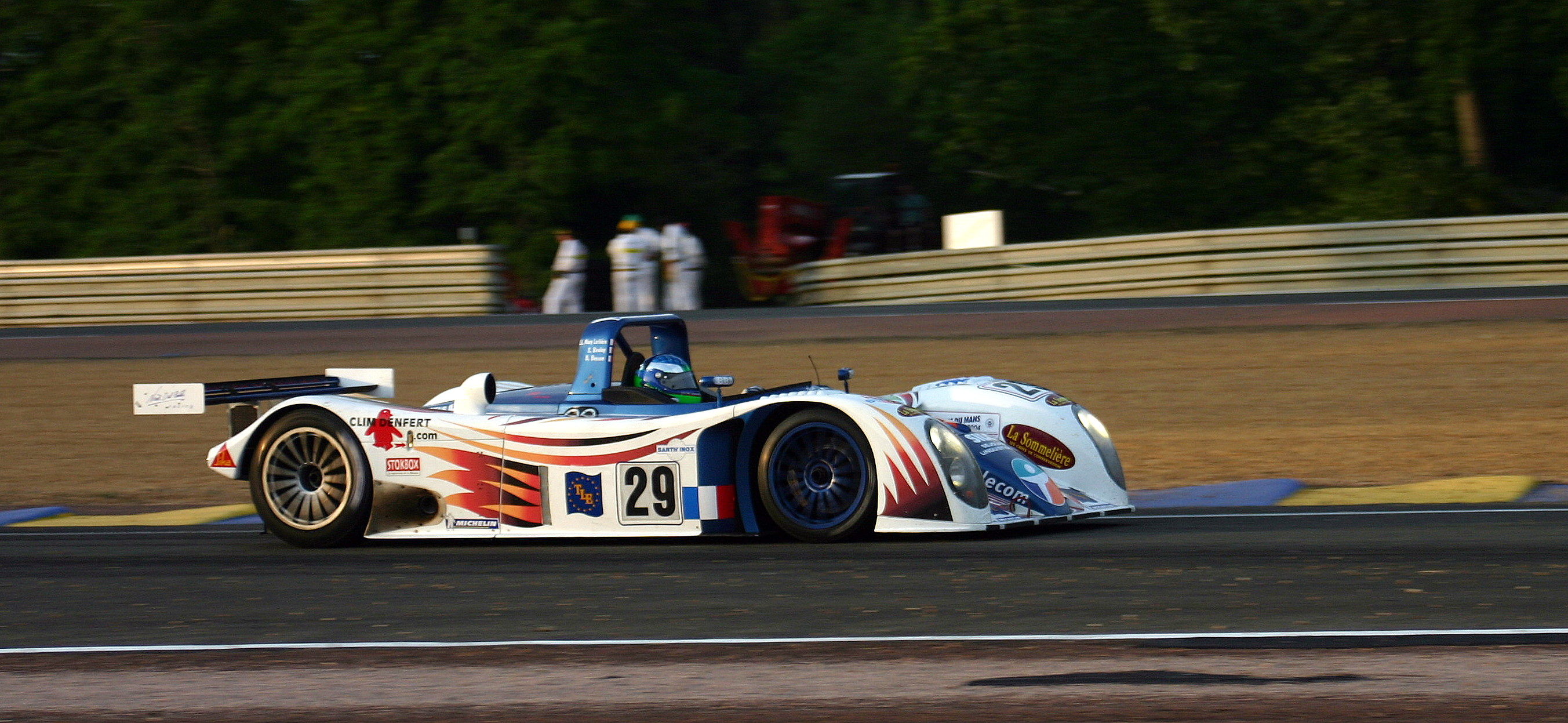
Bruno Besson im Reynard 2KQ beim 24-Stunden-Rennen von Le Mans 2004

Bruno Besson (* 26. September 1979 in Saint-Germain-en-Laye) ist ein ehemaliger französischer Autorennfahrer.

## Karriere
Bruno Besson begann seine Karriere 1990 im Kartsport. Er war in den verschiedensten Formeln mehrmals französischer Meister und wechselte erst spät – nach fast sechs Jahren im Kartsport – in die französische Formel-Renault-Serie. Ab 1997 bestritt er Rennen in dieser Formel und gewann 1998 die Europameisterschaft. Der Wechsel in die Formel 3 vollzog sich nahtlos. Zuerst in der französischen Meisterschaft auf Dallara, ab 2001 in der Europameisterschaft tätig, konnte er einige Erfolge feiern. 2001 wurde er Dritter der Meisterschaft, ein Erfolg, den er 2002 mit dem fünften Gesamtrang bestätigen konnte.
Nach einem Jahr in der Formel Nissan geriet die Monoposto-Karriere ins Stocken.
Das Fehlen von Sponsorgeld machte sich nachteilig bemerkbar und er musste sich anderweitig nach einem freien Cockpit umsehen. Er fand bei den Sportwagen ein neues Betätigungsfeld und fährt seit 2004 regelmäßig in der FIA-GT-Meisterschaft. Im selben Jahr gab er auch auf einem Reynard sein Debüt bei den 24 Stunden von Le Mans, fiel jedoch bei Halbzeit des Rennens mit Motorschaden aus. 2007 erreichte er mit den Teampartnern Jonathan Cochet und Alexander Frei auf einem Courage LC70-Aer immerhin den 26. Gesamtrang und sah damit die Zielflagge.

## Statistik

### Le-Mans-Ergebnisse
| Jahr | Team                  | Fahrzeug     | Teamkollege    | Teamkollege              | Platzierung | Ausfallgrund |
| ---- | --------------------- | ------------ | -------------- | ------------------------ | ----------- | ------------ |
| 2004 | Noël del Bello Racing | Reynard 2KQ  | Sylvain Boulay | Jean-Luc Maury-Laribière | Ausfall     | Unfall       |
| 2007 | Courage Compétition   | Courage LC70 | Alexander Frei | Jonathan Cochet          | Rang 26     |              |